# Ragnari
Ragnari (... – 555) è stato un generale ostrogoto.

## Biografia
Procopio sostiene che fosse goto, mentre Agazia asserisce che fosse un unno della tribù dei Vittori al servizio dei Goti. Avendo Agazia letto la Storia delle guerre di Procopio, di cui è il continuatore, è possibile che Agazia, documentandosi, avesse scoperto che Ragnari fosse in realtà un unno e avesse ritenuto errata la notizia di Procopio che fosse un goto.
Nel 552 comandava la guarnigione gota di Taranto e aprì le negoziazioni per la resa della fortezza con il bizantino Pacurio in cambio di ostaggi e dell'entrata nell'esercito bizantino, ma udendo la notizia dell'incoronazione di Teia quale re dei Goti, decise di non onorare i patti, scontrandosi in battaglia contro Pacurio; venendo sconfitto, fu costretto a rifugiarsi ad Acerenza perché gli abitanti di Taranto rifiutarono di farlo entrare in città.
Nel 554/555 comandava una guarnigione gota di 7.000 uomini a Conza, l'unica città a sud del Po ancora in mano ai Goti. Narsete lo strinse d'assedio, ma a causa delle molte provviste la città resistette per vari mesi. Nella primavera del 555 Narsete e Ragnari si incontrarono per stabilire i termini per la resa, ma non avendo raggiunto un accordo, mentre Narsete stava lasciando l'incontro, Ragnari tentò di ucciderlo scagliandogli contro una freccia, ma non solo mancò il bersaglio, ma fu anche ferito gravemente da una guardia del corpo del generalissimo bizantino. A causa della grave ferita, perì due giorni dopo e la guarnigione si arrese.